# Будённовский район (Донецк)
Будённовский район (укр. Будьоннівський район) — район на юго-востоке Донецка.

## Общие сведения
- Площадь — 25 км²
- Основан в 1980 году на территории Пролетарского, и частично Калининского, Ленинского и Ворошиловского районов.
- Подчинён Ларинский поселковый совет (население — 3 314 человек), в том числе:
  - пгт Ларино — 2 964 человек.
  - посёлок Павлоградское — 350 человек.
- Председатели Будённовского районного совета:
  - с 2014 года по настоящее время Гетов Владимир Алексеевич
  - с 2010 года по 2014 год Карцев Виктор Викторович
  - с 2002 года по 2010 год Бобков Александр Михайлович

## Население
Население по переписи 2001 года составляло 93 813 человек.

### Языковой состав
Родной язык населения по данным переписи 2001 года:
| Язык       | Численность, чел. | Доля     |
| ---------- | ----------------- | -------- |
| Украинский | 8 409             | 8,96 %   |
| Русский    | 84 679            | 90,26 %  |
| Другое     | 725               | 0,78 %   |
| Итого      | 93 813            | 100,00 % |

## Достопримечательности
- Дворец культуры имени А. С. Пушкина ,
- Дворец культуры шахты «Заперевальная»
- Донецкий региональный противоопухолевый центр,
- Сретенский храм (ул. Таганская),
- Храм Святой Блаженной Ксении Петербургской (ул. 230-й Стрелковой дивизии).
- ландшафтный заказник местного значения «Ларинский»

### Памятники
| Фото | Год установки | Название                                       | Авторы                                           | Краткое описание | Расположение                                       | Охранный статус                                                                                         |
| ---- | ------------- | ---------------------------------------------- | ------------------------------------------------ | --- | -------------------------------------------------- | --- |
|      | 1946          | Братская могила советских воинов Южного фронта |                                                  | Погибли при освобождении Донецка в Великую Отечественную войну 6-7 сентября 1943 года. Памятник выполнен из железобетона. Высота обелиска 3 м. | ул. Симонова, 14                                   | Памятник истории местного значения (№ 57), взят на государственный учёт 17.12.1969 г. решением № 724    |
|      | 1951          | Памятник С. М. Буденному                       |                                                  | Семён Михайлович Будённый советский военачальник, участник Гражданской войны, командующий Первой Конной армией, один из первых Маршалов Советского Союза, трижды Герой Советского Союза, полный Георгиевский кавалер. В честь него назван Будённовский район Донецка, где установлен памятник. | Будённовская площадь                               | в реестре не указан                                                                                     |
|      | 1957          | Братская могила советских воинов Южного фронта | Скульпторы: Бринь Л. А., Полоник В. П.           | Погибли при освобождении Донецка в Великую Отечественную войну 6 сентября 1943 года. Памятник выполнен из железобетона и кирпича. Размеры скульптуры 3,0 м; 1,6 м, размеры постамента 1,5 х 1,1×1,3 м; 0,6 х 1,5×0,9 м                                                                         | пгт Ларино, ул. Вокзальная, 7.                     | Памятник истории местного значения (№ 55), взят на государственный учёт 17.12.1969 г. решением № 724    |
|      | 1958          | Братская могила борцов за Советскую власть     |                                                  | Посвящён Октябрьской революции и гражданской войне. Выполнен из железобетона и кирпича. Размеры скульптуры: 3,0 м; 1,6 м. Размеры постамента: 0,6 х 1,5×0,9 м. | ул. Волховстроя, 6                                 | Памятник истории местного значения (№ 8), взят на государственный учёт 17.12.1969 г. решением № 724     |
|      | 1959          | Памятник А. С. Пушкину                         | тираж                                            | Александр Сергеевич Пушкин — русский поэт, драматург и прозаик. | ул. Октября, 10. Около Дворца культуры им. Пушкина | Памятник истории местного значения (№ 99), взят на государственный учёт 17.12.1969 г. решением № 724    |
|      | 1961          | Могила Чжана В. (Шен-Ли)                       |                                                  | Чжан Шен-Ли — советский воин, погибший при освобождении Донецка в Великую Отечественную войну 8 сентября 1943 года. Памятник выполнен из гранита. Высота стелы 1,5 м. Размеры плиты 1,3×0,6 м. Памятник реконструирован в 1993 году.                                                           | ул. Оршанская, 8                                   | Памятник истории местного значения (№ 51), взят на государственный учёт 17.12.1969 г. решением № 724    |
|      | 1978          | «Энергетик»                                    | скульптор Бринь Л. А., архитектор Проценко В. Д. | Памятник представителю профессии. Выполнен из железобетона и мраморных плит. Высота скульптуры: 7,9 м. Размеры постамента 3,0 х 6,0×2,0 м | ул. Арктики, 1                                     | Памятник истории местного значения (№ 2008), взят на государственный учёт 19.04.1983 г. решением № 280р |
|      | 1973          | Памятник воинам-землякам                       |                                                  | Посвящён участникам Великой Отечественной войны.. Памятник выполнен из мраморной крошки. Размеры стелы 2,0×1,0 м. | ул. Таганрогская, 19; МРЕО № 1                     | Памятник истории местного значения (№ 2029), взят на государственный учёт 12.02.1975 г. решением № 84   |

## Жилые районы
- многоэтажная застройка:
  - Будённовка
  - Заперевальная
  - Цветочный
  - Донской
  - Краснооктябрьский
- посёлки:
  - Мушкетово
  - Вертикальный
  - Красный городок
  - Победа
  - Евдокиевка
  - Калинкино
  - Алексеевка
  - Ампилогово
  - Посёлок гап (между Ленинским и Будённовским районами)
  - Ларинка

Комитеты самоорганизации (25) Донской, Зелёный, Заперевальная, Цветочный, Дионис, Майский, Майский 1, Майский 2, Парковый, Шахтёерский, Буденновский, Алексеевский , Центральный, Октябрьский, Мушкетово-Вертикальный, Вертикальная, Победа, Красный городок, Евдокиевка, Нижняя Евдокиевка, Ново-Мушкетово, Энергетик, Донская сторона, Энергетик-Центр, Мушкетовский.

## Основные автомагистрали
- ул. Октября
- ул. Краснооктябрьская
- ул. Будённого
- ул. Горностаевская
- ул. Нижнекурганская
- ул. 230-й Стрелковой дивизии
- ул. Багратиона
- ул. Данилевского
- ул. Майская
- ул. Светлого Пути
- ул. Крепильщиков
- ул. Баумана
- ул. Левобережная
- ул. Героическая

## Здравоохранение
- Областной противоопухолевый центр
- Городская больница № 2 («Энергетик»)
- Городская больница № 16
- Детская городская больница № 5
- Кожно-венерологический диспансер
- Психоневрологический диспансер
- Городской вертеброневрологический диспансер

## Промышленные предприятия
- шахты «Заперевальная» (ГХК «Донуголь»), «Мушкетовская» (ГХК «Донецкуголь»), № 17, № 12-18,
- Донецкий завод высоковольтных опор,
- Домостроительный комбинат,
- Донецкий химический завод,
- Будённовский ремонтно-механический завод,
- Донецкая табачная фабрика,
- «Донвторцветмет»,
- ОАО «Изоляция»,
- Завод коксохимического оборудования.

## Транспорт
- Донгорэлектротранспорт:
  - троллейбус — маршруты 11, 12, 15 — из центра города к новым микрорайонам «Донской», «Цветочный», «Заперевальный»,
  - трамвай — маршруты 10 часто от Пожарки (Ворошиловский район) до мк. Восточный в Пролетарском районе, 11 (редко), 14 (редко), 15 — из центра Буденновки в Пролетарский район.
- Автобусы, маршрутные такси — автобус 28 (часто), 15, 18, 20, 20в, 20а, 21, 29, 44 (от ЗСК, через площадь Будённого), 53б (из Пролетарского р-на), 75 (мкр-н Донской)
- Автостанция «Будённовская» (34 в Моспино, 81 в Ларино, отдалённые посёлки Пролетарского района)
- Метрополитен — строятся станции:
  - «Левобережная»,
  - «Мушкетовская»,
  - «Красный городок»

### Железнодорожные станции и остановки
- железнодорожная станция Мушкетово,
- остановочный пункт Заперевальная
- остановочный пункт ЦОФ
- остановочный пункт Гласная

## Известные жители
- Людмила Янукович
- Бобков Александр Михайлович